# Hydrolift

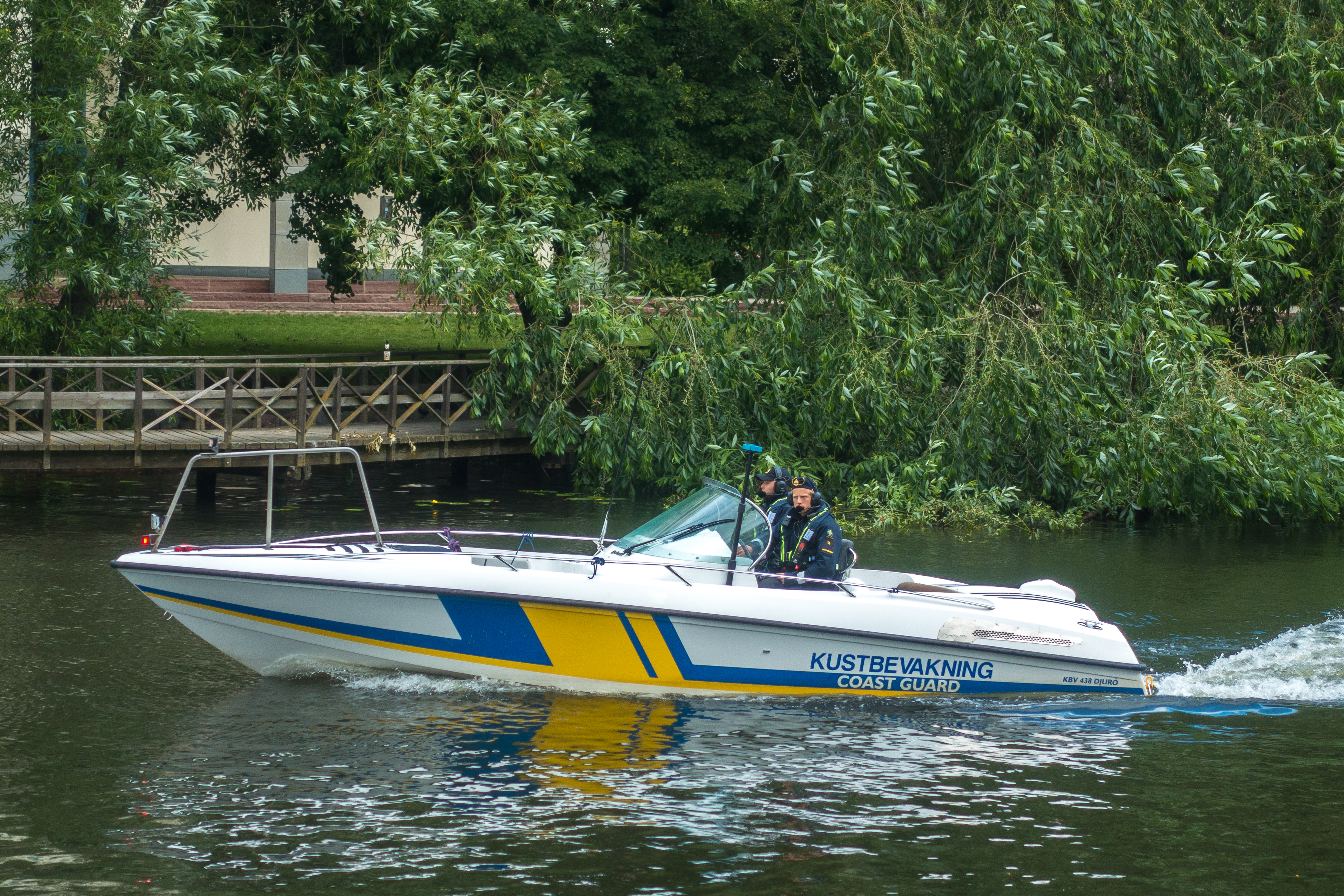
KBV 438 Djurö, en av Kustbevakningens högfartsbåtar av typ Hydrolift S-24

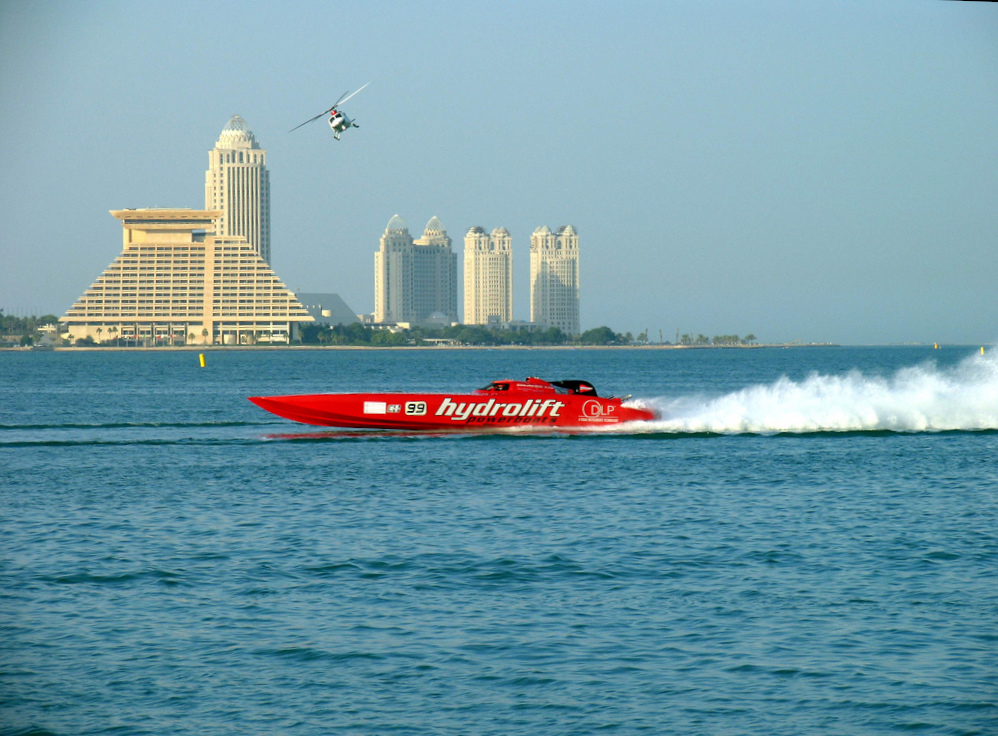
Båt tillverkad av Hydrolift

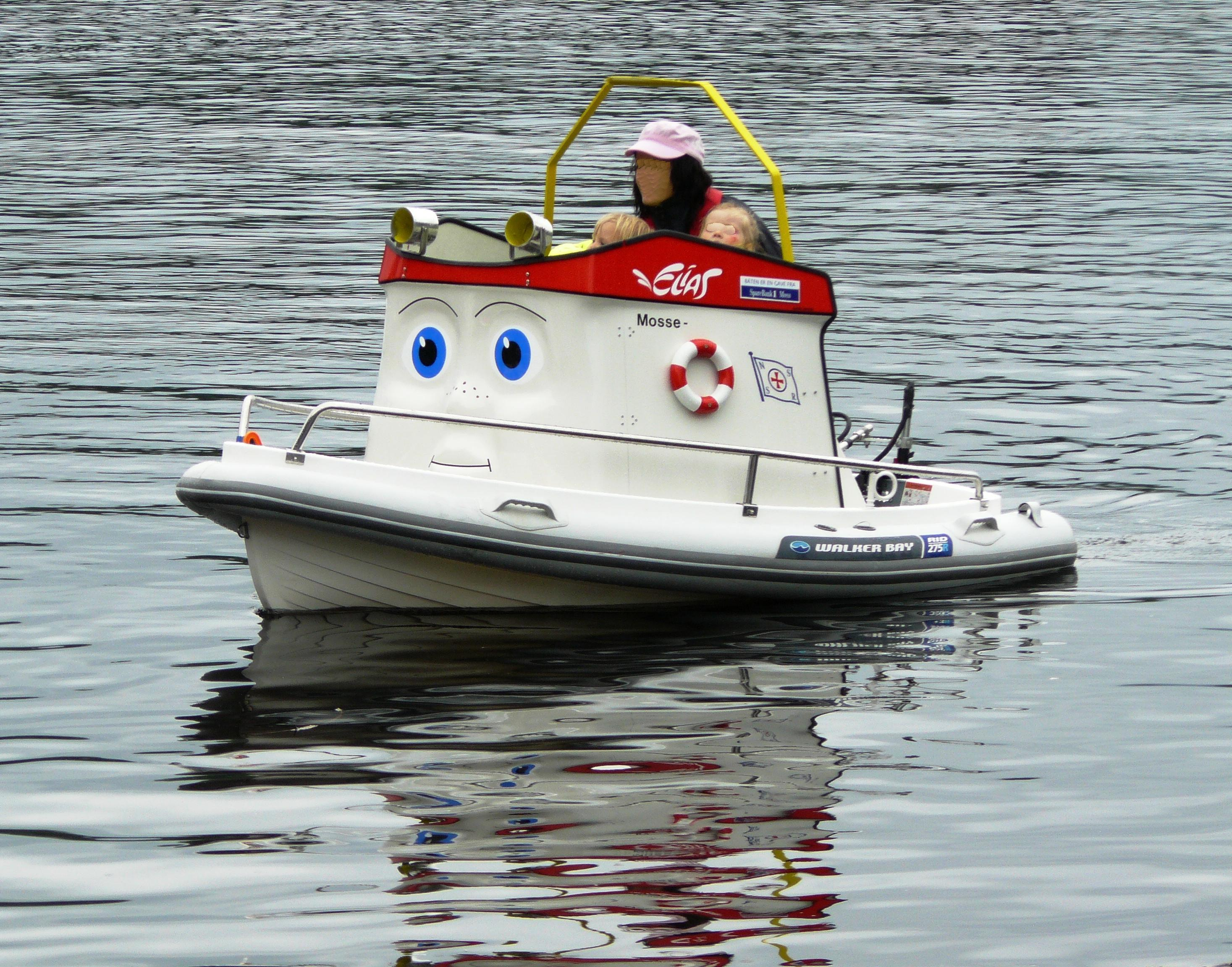
Elias, tillverkad för Redningsselskapet

Hydrolift AS är en norsk tillverkare av motorbåtar.
Företaget ingår i Eker Group, som även är delägare i bilmärket Koenigsegg. 
Produktion sker i Fredrikstad och designen ombesörjes via bolaget Eker Design AS. 
Nuvarande ägaren Bård Eker övertog Hydrolift år 2003 och satte därefter det norska båtmärket och begreppet "Hydrolift - Fly without wings" på världskartan för en bredare båtpublik när han år 2005 med båten "Spirits of Norway" blev världsmästare i den största offshorebåtracingklassen "Class One World Powerboat Championship".
Erfarenheterna tagna från åren med tävlandet i "Class One" återfinns även i dagens produktlinje.

## Båtmodeller i produktion
- S-24
- S-24 SUN
- S-25 SUN
- S-28
- C-24
- C-28 CAB
- C-31
- C-32 SUN
- C-33 CAB

Hydrolift har också tillverkat Elias till Redningsselskapet)

## Kommande modeller
- X-Series[5] [6](produkt-launch i september 2016)
- Räddningsbåt, Staff-klassen[7]
- Hydrolift & Bård Eker (eg. Eker Design AS) har även fått i uppdrag att ta fram Redningselskapets nya räddningsbåt kallad "Staff-klassen". Den förväntas bli 12 meter lång och ha tre mans besättning.

## Historik
Hydrolift grundades av konstruktören Egil Ranvig 1985. Den första modellen som lanserades var Hydrolift T-17 som med sitt 24 graders V-skrov med konvex skida och balanssteg var mycket snabb, faktiskt snabbare än den tidens rena racingkonstruktioner. Detta medförde att modellen fann vägen till Offshore-racing. De framgångar man nådde med T-17 ledde till introduktionerna av de större T-18 och T-20 som enkelt uttryckt var förstorade versioner av T-17. T-17, T-18 och T-20 räknas fortfarande som några av de snabbaste och bästa sportbåtarna. 18 och 20 fotsskroven tillverkades även i styrpulpetversioner som F-18 och F-20. Racingversionerna av båtarna benämndes R-17, R-18 och R-20.
År 1990 introducerades SC-22, en 22 fots katamaran baserad på en engelsk katamaran från Lynx men med modifierat skrov och däck. Även denna tävlades det med under namnet CR-22. Egil Ranvig utvecklade nu en rad framgångsrika racingkatamaraner.
Hydrolift tog också fram en 23 fots styrpulpetbåt för inombordsmontage kallad F-23. Båten hade ett 24 graders v-skrov med plan skida och balanssteg i aktern. Senare kom också F-26.
Efter bekymmer med sviktande lönsamhet övergick Hydrolift år 2003 i industridesignern Bård Ekers ägo. I och med detta ägarbyte ändrades filosofin bakom båtarna från finurliga, snabba lättviktskonstruktioner till mer av tyngre snabba powerboats.   
Trots att vissa konstruktioner är 20-25 år tillverkas de fortfarande. T-17 säljs av Göteborgsföretaget Hydroline, dessutom tillverkas en ribbåten RIB Unlimited 600 eller RU 600, baserad på 17 fotsskrovet. F-20 tillverkas fortfarande av Piraya. F-23 och F-26 tillverkas av norska Stormway.